# 第二届全国人民代表大会

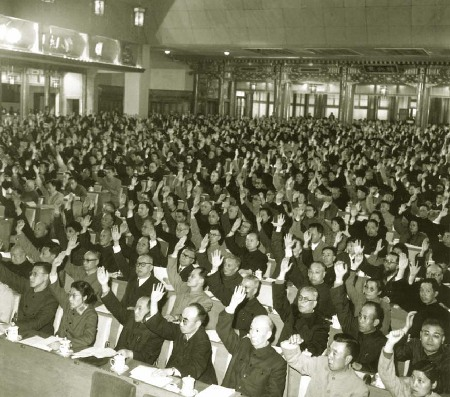
1959年4月28日，第二届全国人大第一次会议在北京闭幕。

中華人民共和國第二屆全國人民代表大會任期由1959年至1964年，期間召開過四次會議。

## 历次全体会议

### 第一次会议
中華人民共和國第二屆全國人民代表大會第一次會議於1959年4月18日至4月28日在北京召開。
会议上通过了周恩來所作的《政府工作报告》、1959年国民经济计划、1958年国家决算和1959年国家预算的决议、全国人大常委会工作报告的决议、《关于西藏问题的决议》和关于撤销司法部和监察部的决议。

#### 选举／任命结果
- 第二届全国人民代表大会常务委员会委员长：朱德
- 第二届全国人民代表大会常务委员会副委员长：林伯渠、李济深、罗荣桓、沈钧儒、郭沫若、黄炎培、彭真、李维汉、陈叔通、达赖喇嘛·丹增嘉措、赛福鼎、程潜、班禅额尔德尼·却吉坚赞、何香凝、刘伯承、林枫
- 第二届全国人民代表大会常务委员会秘书长：彭真（兼）
- 第二屆全國人民代表大會常務委員會委員：62人
- 中华人民共和国主席：劉少奇
- 中华人民共和国副主席：宋庆龄、董必武
- 国务院总理：周恩來
- 国务院副总理：陈云、林彪、彭德怀、邓小平、邓子恢、贺龙、陈毅、乌兰夫、李富春、李先念、聂荣臻、薄一波、谭震林、陆定一、罗瑞卿、习仲勋
- 最高人民法院院长：谢觉哉
- 最高人民檢察院检察长：張鼎丞

### 第二次会议

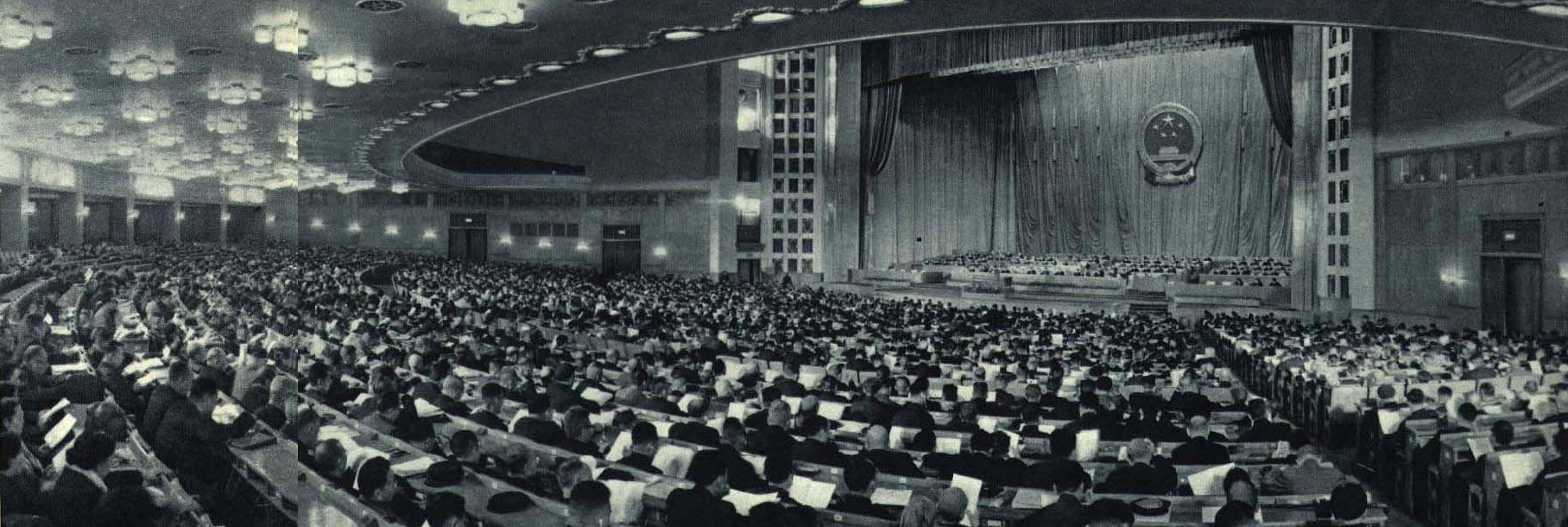
1962年 第二届全国人大第三次会议

### 第三次会议
第二届全国人大第三次会议于1962年3月27日至4月16日召开。1961年12月25日，全国人大常委会曾决定此次会议于1962年3月5日在北京召开，但第二届全国人大常委会第50次会议决定将全会开幕日期推后，最终实际开幕日期推迟至1962年3月27日。

### 第四次会议

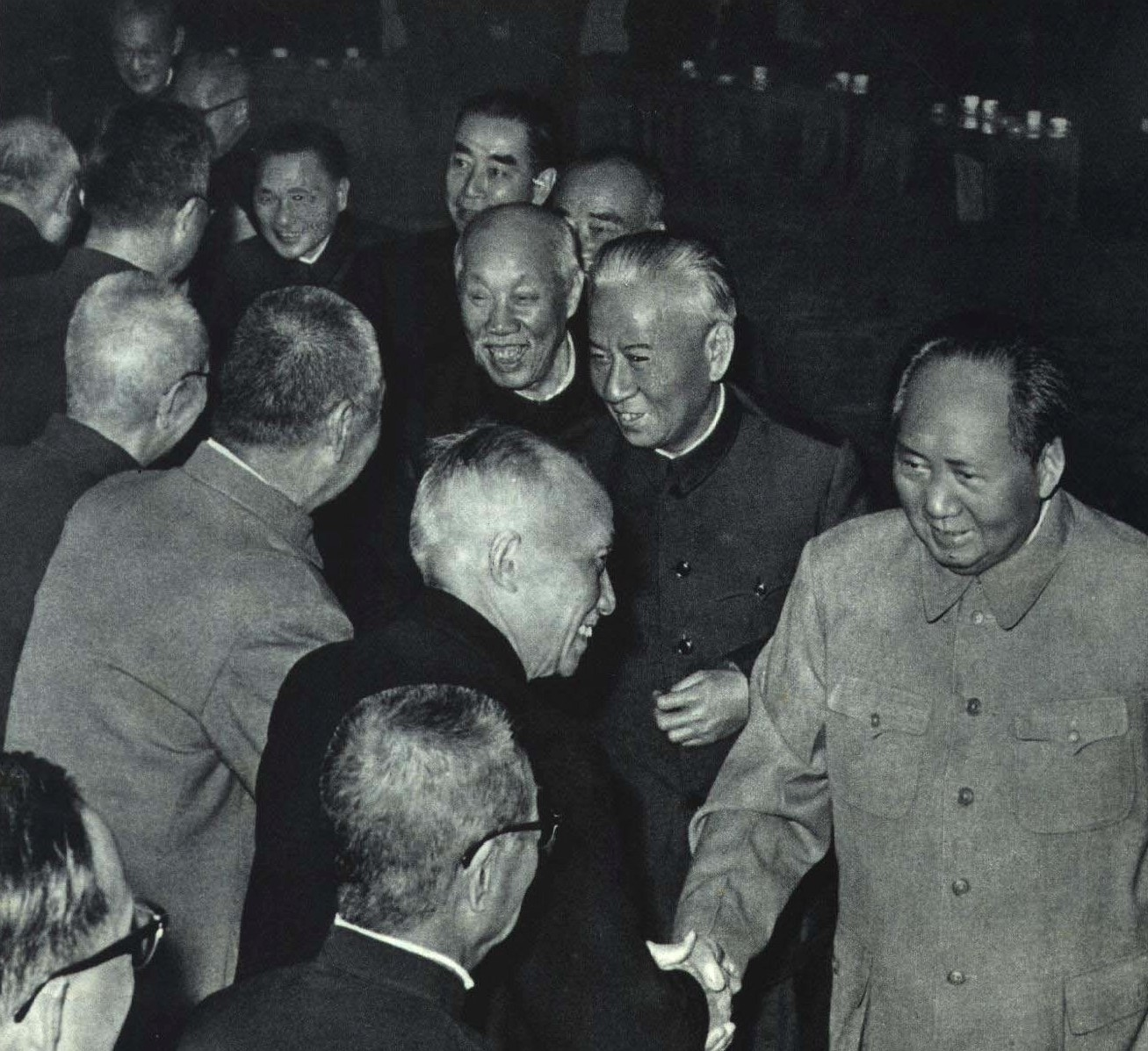
1964-01 1964年 第二届全国人大第四次会议

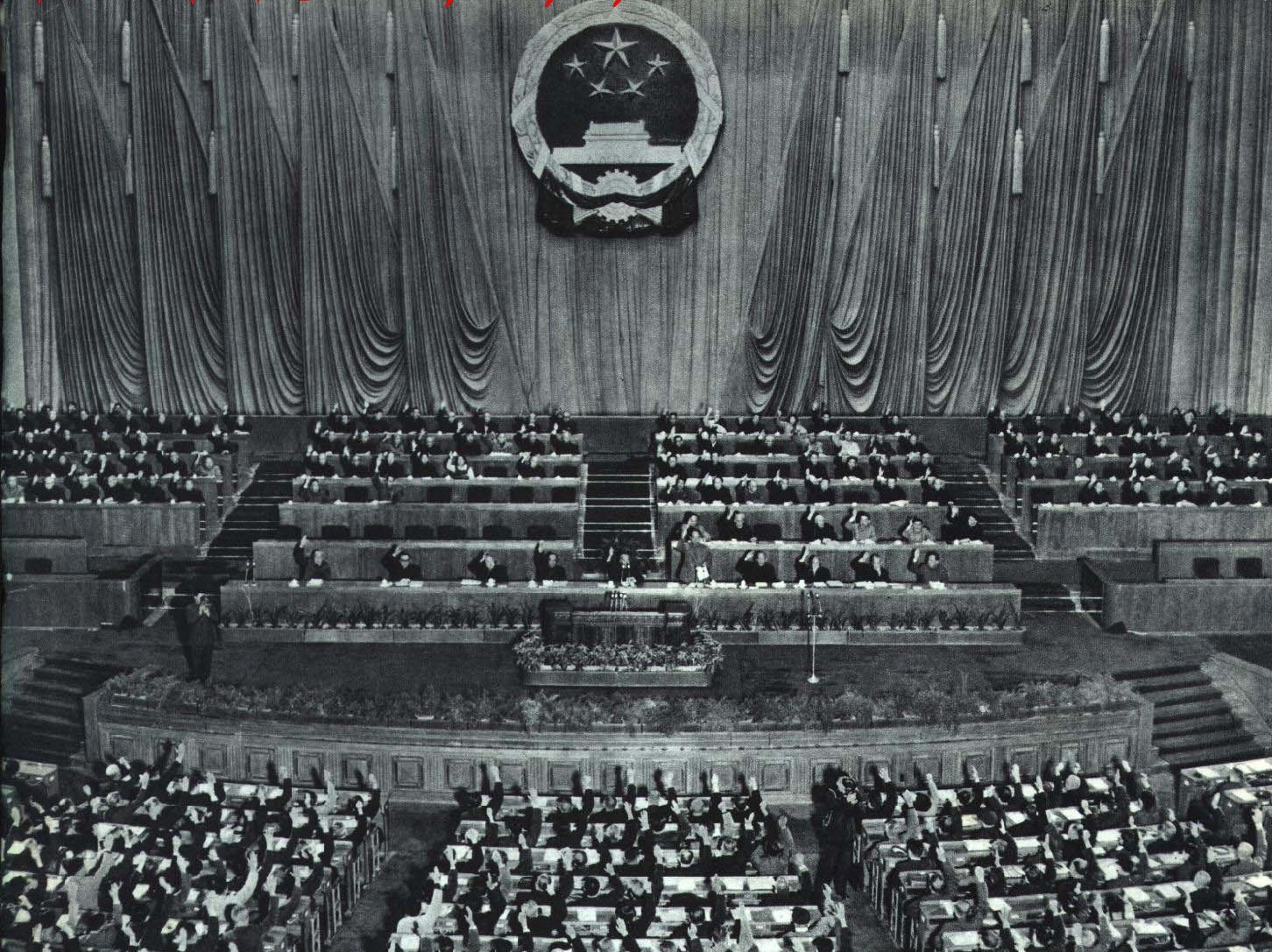
1964-01 1964年 第二届全国人大第四次会议